# Desa Cilandak (administrativ by i Indonesien, lat -6,36, long 107,93)
Desa Cilandak är en administrativ by i Indonesien.   Den ligger i provinsen Jawa Barat, i den västra delen av landet, 120 km öster om huvudstaden Jakarta.